# Comuna Huseatîn, Cemerivți
Huseatîn (în ucraineană Гусятин) este o comună în raionul Cemerivți, regiunea Hmelnîțkîi, Ucraina, formată din satele Bodnarivka, Huseatîn (reședința) și Iosîpivka.

## Demografie
Componența lingvistică a comunei Huseatîn
     Ucraineană (98,96%)
     Alte limbi (0,98%)
Conform recensământului din 2001, majoritatea populației comunei Huseatîn era vorbitoare de ucraineană (98,96%), existând în minoritate și vorbitori de alte limbi.